# Skruda (Garwolin)
Pour les articles homonymes, voir Skruda.
Skruda (prononciation : [ˈskruda]) est un village polonais de la gmina de Trojanów dans le powiat de Garwolin de la voïvodie de Mazovie dans le centre-est de la Pologne.
Il se situe à environ 32 kilomètres au sud-est de Garwolin (siège du powiat) et à 88 kilomètres au sud-est de Varsovie (capitale de la Pologne).
Le village possède approximativement une population de 90 habitants.

## Histoire
De 1975 à 1998, le village appartenait administrativement à la voïvodie de Siedlce.